# Antigua penitenciaría de Santiago
El Centro de Detención Preventiva Santiago Sur, más conocido como la antigua penitenciaría de Santiago y coloquialmente como la Peni, fue creado en 1843 bajo el gobierno del General Manuel Bulnes, convirtiéndose en el símbolo del nuevo sistema punitivo que se intentó imponer durante el siglo XIX en Chile. En su construcción se adoptó el modelo arquitectónico basado en el panóptico, es decir, varios patios distribuidos en forma circular en torno a una estructura central, desde donde se pudiera controlar a los reclusos.
Es una de las prisiones más antiguas de Chile, una de las pocas de este tipo que quedan en la actualidad con estas características en el país. Ella supuso la creación del actual sistema penitenciario, del que en un principio estaban a cargo funcionarios del Ejército. Con el tiempo y con el nacimiento del Cuerpo de Gendarmería de Prisiones el sistema carcelario sufrió drásticos cambios, que desembocaron en el que existe actualmente.
Está ubicado en la comuna de Santiago Centro, Santiago, calle Pedro Montt 1902.